# Carlos Ruiz Sacristán
Carlos Ruiz Sacristán (* 27. Oktober 1949 in Mexiko-Stadt) ist ein mexikanischer Wirtschaftsmanager und Politiker des Partido Revolucionario Institucional (PRI), der unter anderem von 1994 bis 2000 Minister für Kommunikation und Verkehr war.

## Leben
Carlos Ruiz Sacristán absolvierte nach dem Schulbesuch ein Studium der Betriebswirtschaftslehre an der Universität Anáhuac, welches er mit einem Bachelor beendete. Ein postgraduales Studium mit dem Schwerpunkt Finanzen und Verwaltung an der Northwestern University in Chicago schloss er mit einem Master ab. Er begann seine berufliche Laufbahn bei der Banco de México (BANXICO), der Zentralbank des Landes, wo er verschiedene Positionen innehatte, darunter als Devisenhändler, stellvertretender Geschäftsführer und Leiter des internationalen Geschäfts, ehe er schließlich Direktor der Vertrauensgesellschaft zur Absicherung von Wechselkursrisiken FICORCA (Fideicomiso para la Cobertura de Riesgos Cambiarios) wurde. 1988 wechselte er ins Ausgaben im Ministerium für Finanzen und öffentliche Kredite und fungierte dort nacheinander bis 1994 als Generaldirektor für öffentliche Kredite, als Unterstaatssekretär für Regulierung und schließlich als Unterstaatssekretär für Ausgaben. Als Nachfolger von Francisco Rojas Gutiérrez wurde er zum Generaldirektor des staatlichen Mineralölunternehmens Petróleos Mexicanos (PEMEX) ernannt, eine Position, die er bis zu seiner Ablösung durch Adrián Lajous Vargas am 29. Dezember 1994 für einige Tage innehatte.
Er selbst wurde daraufhin am 29. Dezember 1994 bei einer Umbildung der Regierung von Präsident Ernesto Zedillo Ponce de León als Nachfolger des zum Finanzminister ernannten Guillermo Ortiz Martínez neuer Minister für Kommunikation und Verkehr (Secretario de Comunicaciones y Transportes) und bekleidete dieses Ministeramt bis zum Ende von Zedillos Amtszeit am 30. November 2000.
Später wechselte Ruiz Sacristán als Direktor von Sempra Energy, einem Unternehmen, das Energieberatung und Zusammenarbeit im Gassektor anbietet, in die Privatwirtschaft. Sein Zwillingsbruder war Jaime Ruiz Sacristán, der von 2015 bis zu seinem Tod an COVID-19 im April 2020 Vorstandsvorsitzender der Wertpapierbörse (Bolsa Mexicana de Valores) war.

## Hintergrundliteratur
- Roderic Ai Camp: Mexican Political Biographies, 1935–2009, University of Texas Press, Austin 2011, ISBN 978-0-292-72634-5
- Manuel Quijano Torres: 200 AÑOS DE ADMINISTRACIÓN PÚBLICA EN MÉXICO. LOS GABINETES EN MÉXICO: 1821–2012, S. 415, 556, INAP 2012 (Memento vom 26. Januar 2022 im Internet Archive)